# 赫林斯科

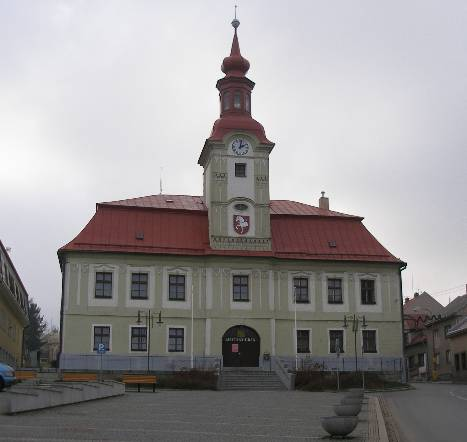

赫林斯科是捷克的城鎮，位於該國中部，距離斯維塔維18公里，由帕爾杜比采州負責管轄，始建於十一世紀，面積24.27平方公里，海拔高度582米，2014年人口9,916。

## 外部連結
- Municipal website （页面存档备份，存于）
- Municipal website in Czech language （页面存档备份，存于）
- Weather Hlinsko （页面存档备份，存于） - Home weather station Hlinsko